# Hirokazu Kore-eda
Hirokazu Kore-eda (是枝 裕和), född 6 juni 1962 i Tokyo, är en japansk filmregissör och manusförfattare.
Kore-eda är känd för sina lågmälda dramer som ofta kretsar kring familjerelationer. Återkommande teman är döden, hågkomst och släktband. Flera av hans manus är uppbyggda kring en person eller någonting annat som inte förekommer i själva filmen, men som är närvarande genom andras relationer. Kore-eda fick Jurypriset vid filmfestivalen i Cannes 2013 för sin film Sådan far, sådan son. Vid filmfestivalen i Cannes 2018 vann han Guldpalmen för Shoplifters.

## Regi i urval
- Kare no inai hachigatsu ga (1994)
- Illusioner (Maboroshi no hikari) (1995)
- Kioku ga ushinawareta toki (1996)
- Efter livet (Wandafuru raifu) (1998)
- Distance (2001)
- Barnen som inte fanns (Dare mo shiranai) (2004)
- Hana yori mo naho (2006)
- Still walking (Aruitemo aruitemo) (2008)
- Kūki ningyō (2009)
- Kiseki (2011)
- Sådan far, sådan son (Soshite chichi ni naru) (2013)
- Efter stormen (Umi yori mo mada fukaku) (2016)
- Shoplifters (Manbiki kazoku) (2018)